# Antonín Bedřich II. Mitrovský
Antonín Bedřich II. hrabě Mitrovský z Nemyšle (Anton Friedrich II. Graf Mittrowsky von Mittrowitz und Nemyschl) (16. dubna 1801, Vídeň – 19. srpna 1865, Kunštát) byl český šlechtic, rakouský soudce a právník. Od mládí působil v justici a zastával funkce na různých místech habsburské monarchie, nakonec byl prezidentem vrchního zemského soudu v Čechách (1849–1854) a ve Štýrsku (1854–1864). Vlastnil statky na Moravě a ve Slezsku (Loučná nad Desnou, Velké Heraltice), které postupně prodal.

## Životopis

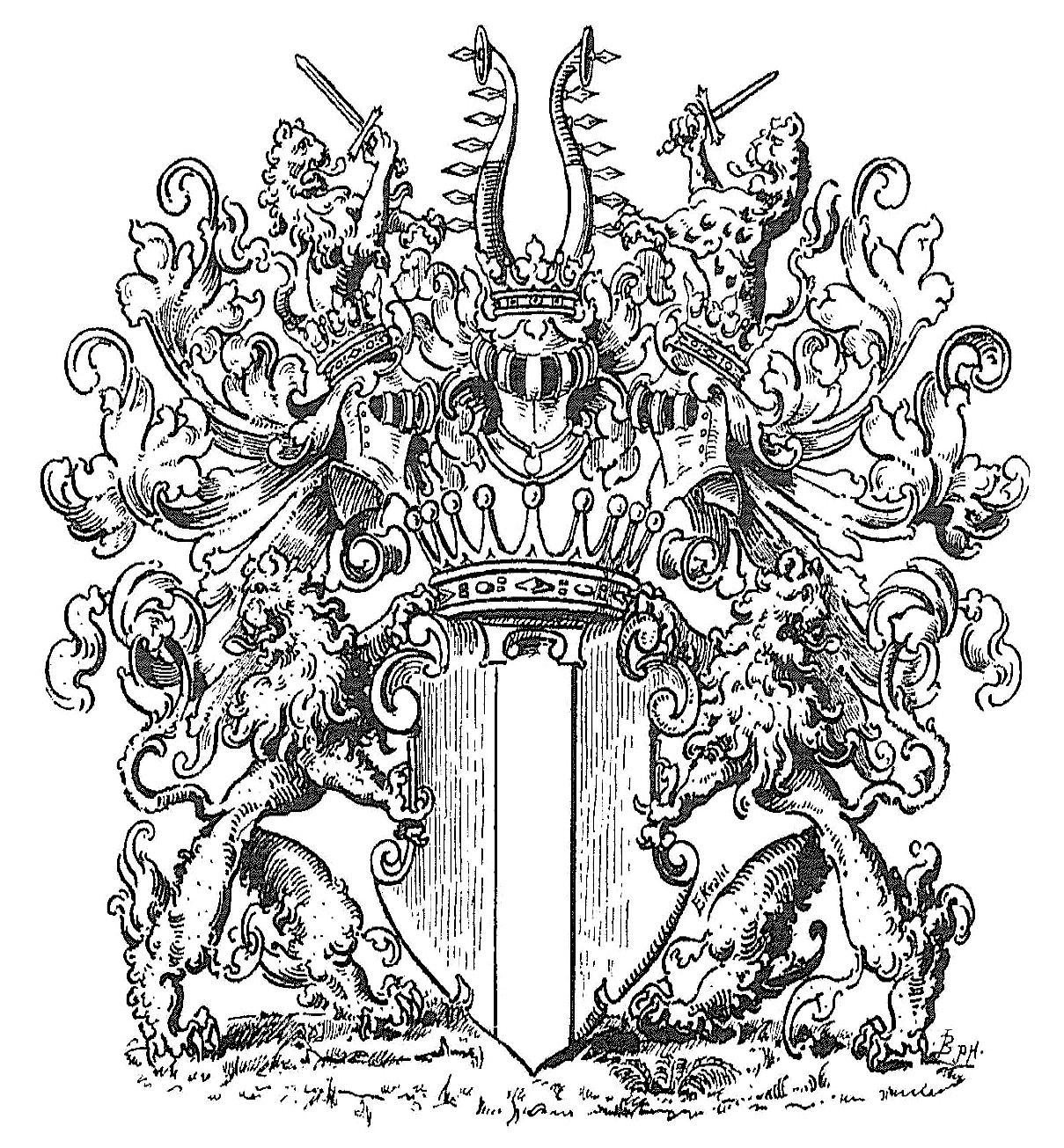
Erb rodu Mitrovských z Nemyšle

Pocházel ze starého šlechtického rodu Mitrovských z Nemyšle, narodil se ve Vídni jako starší syn pozdějšího moravského zemského hejtmana a nejvyššího kancléře Antonína Bedřicha I. Mitrovského (1770–1842), matka Leopoldina (1773–1831) pocházela z rodu hrabat z Klebelsberka. Do státních služeb vstoupil v roce 1823, začínal u zemského soudu v Brně (jeho otec byl v té době moravským zemským hejtmanem). V letech 1826–1832 působil postupně u zemských soudů v Lublani, Terstu, Rovinji a Vídni, mezitím byl jmenován c. k. komořím (1827). Od roku 1832 byl radou zemského soudu v Praze a od roku 1835 radou českého apelačního soudu. V letech 1837–1838 zastával krátce funkci viceprezidenta soudního tribunálu v Miláně, poté se vrátil do Prahy, kde byl radou zemského soudu. V roce 1841 získal titul c. k. tajného rady a v letech 1841–1847 byl prezidentem zemského soudu v Čechách, respektive nejvyšším zemským sudím. V letech 1847–1848 byl prezidentem apelačního soudu a vrchního trestního soudu. Po revoluci 1848–1849 došlo k transformaci soudní správy a v Čechách byl ustaven Vrchní zemský soud, Mitrovský byl jeho prvním prezidentem (1849–1854). Svou kariéru završil jako prezident vrchního zemského soudu ve Štýrském Hradci s působností pro Štýrsko, Kraňsko a Korutany (1854–1864). V roce 1864 byl penzionován a zemřel o rok později na Moravě na zámku Kunštát u své dcery Leopoldiny, provdané Honrichsové.

## Rodina a majetkové poměry

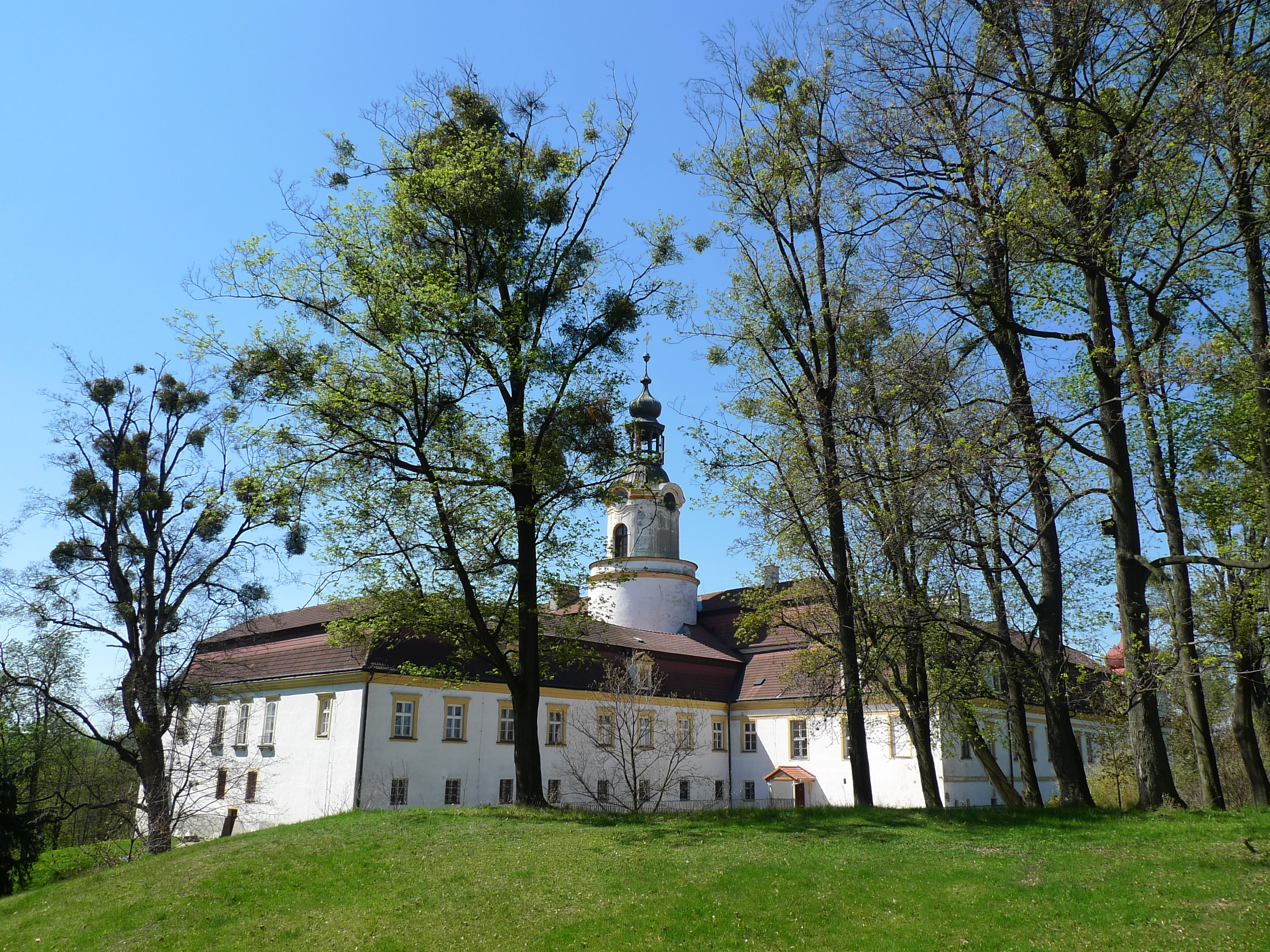
Zámek Velké Heraltice, majetek Mitrovských do roku 1849

Byl dvakrát ženatý, poprvé se oženil v roce 1833 s Adelheid Clam-Gallasovou (1805–1836), dcerou českého nejvyššího maršálka Kristiána Kryštofa Clam-Gallase. Z tohoto manželství se narodila dcera Leopoldina (1835–1901), provdaná za podplukovníka barona Julia Simbschena. Podruhé se Antonín Bedřich oženil v roce 1839 s Terezií Bruntálskou z Vrbna (1812–1880), dcerou císařského nejvyššího štolby hraběte Eugena Bruntálského z Vrbna. Z tohoto manželství pocházeli synové Antonín Bedřich III. (1840–1907) a Eugen (1843–1872)), kteří sloužili v armádě. Dcera Františka (1846–1918) se provdala za prezidenta vrchního zemského soudu ve Vídni Karla Chorinského (1838–1897), po ovdovění se jejím druhým manželem stal princ Lothar Štěpán z Metternichu (1837–1904).
Antonínův mladší bratr Josef (1802–1875) sloužil v armádě a dosáhl hodnosti generálmajora, byl též c. k. tajným radou a komořím. Sestra Leopoldina (1809–1868) byla manželkou c. k. komořího barona Josefa Honrichse (1785–1861), majitele velkostatku Kunštát.
Po otci zdědil Antonín Bedřich II. dvě panství na Moravě a ve Slezsku, Vízmberk (dnes Loučná nad Desnou) a Velké Heraltice. Na vízmberském panství se nacházely prosperující železárny, Antonín Bedřich ale neměl zájem o pokračování v průmyslovém podnikání svého otce a celé panství prodal v roce 1844 podnikatelské rodině Kleinů. Později prodal i Velké Heraltice, které od něj v roce 1849 koupila kněžna Vilemína Kinská, vdova po Rudolfu Kinském. Poté Mitrovský koupil panství Myszowa v Haliči.